# Amphiura atlantidea
Amphiura atlantidea is een slangster uit de familie Amphiuridae.
De wetenschappelijke naam van de soort werd in 1970 gepubliceerd door Fritz Jensenius Madsen.